# Carentan-les-Marais
Carentan-les-Marais (voorheen Carentan les Marais) is een gemeente in het Franse departement Manche in de regio Normandië. Deze gemeente maakt deel uit van het arrondissement Saint-Lô. De gemeente telde 10.220 inwoners op 1 januari 2022. Hoofdplaats is de historische stad Carentan, waar het gemeentehuis staat.
In de gemeente ligt spoorwegstation Carentan.
Carentan-les-Marais heeft een jachthaven met 350 plaatsen.

## Geschiedenis

### Carentan
Carentan is een historische stad die groeide rond een middeleeuwse burcht. De stad kende veel oorlogsgeweld tijdens de Honderdjarige Oorlog en ook in 1944 tijdens de Slag om Carentan.

### Commune nouvelle
Op 1 januari 2016 fuseerden de gemeenten Angoville-au-Plain, Carentan, Houesville en Saint-Côme-du-Mont tot een commune nouvelle, waarvan Carentan de hoofdplaats werd. Op januari 2017 sloten de gemeenten Brévands, Saint-Pellerin en Les Veys zich hierbij aan. Op 1 januari 2019 zijn de tussenliggende gemeenten Catz en Saint-Hilaire-Petitville, Montmartin-en-Graignes ten zuiden en Brucheville en Vierville ten noorden opgenomen, waarmee het aantal deelgemeenten op twaalf kwam.

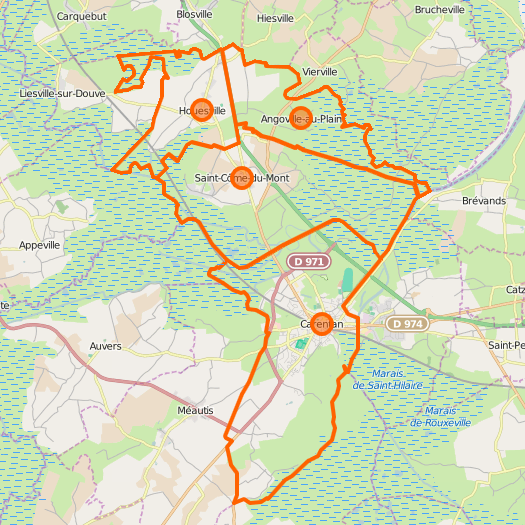
1 januari 2016
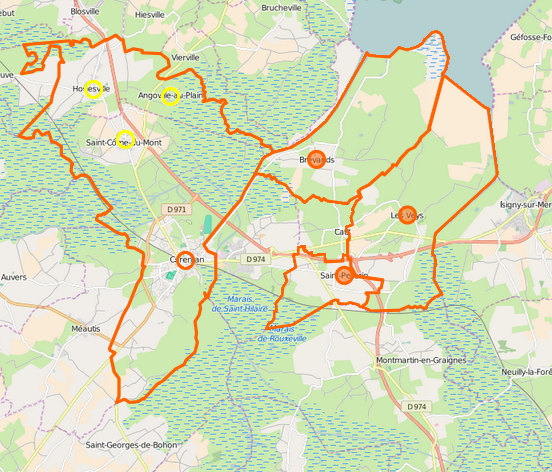
1 januari 2017
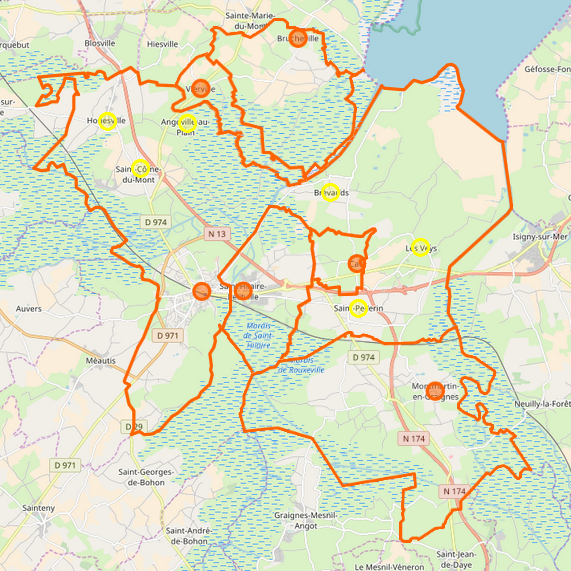
1 januari 2019

## Geografie
De oppervlakte van Carentan-les-Marais bedroeg op 1 januari 2022 133,29 vierkante kilometer; de bevolkingsdichtheid was toen 76,7 inwoners per km².
De gemeente ligt op de oostkust van het schiereiland Cotentin.
De onderstaande kaart toont de ligging van Carentan-les-Marais met de belangrijkste infrastructuur en aangrenzende gemeenten.

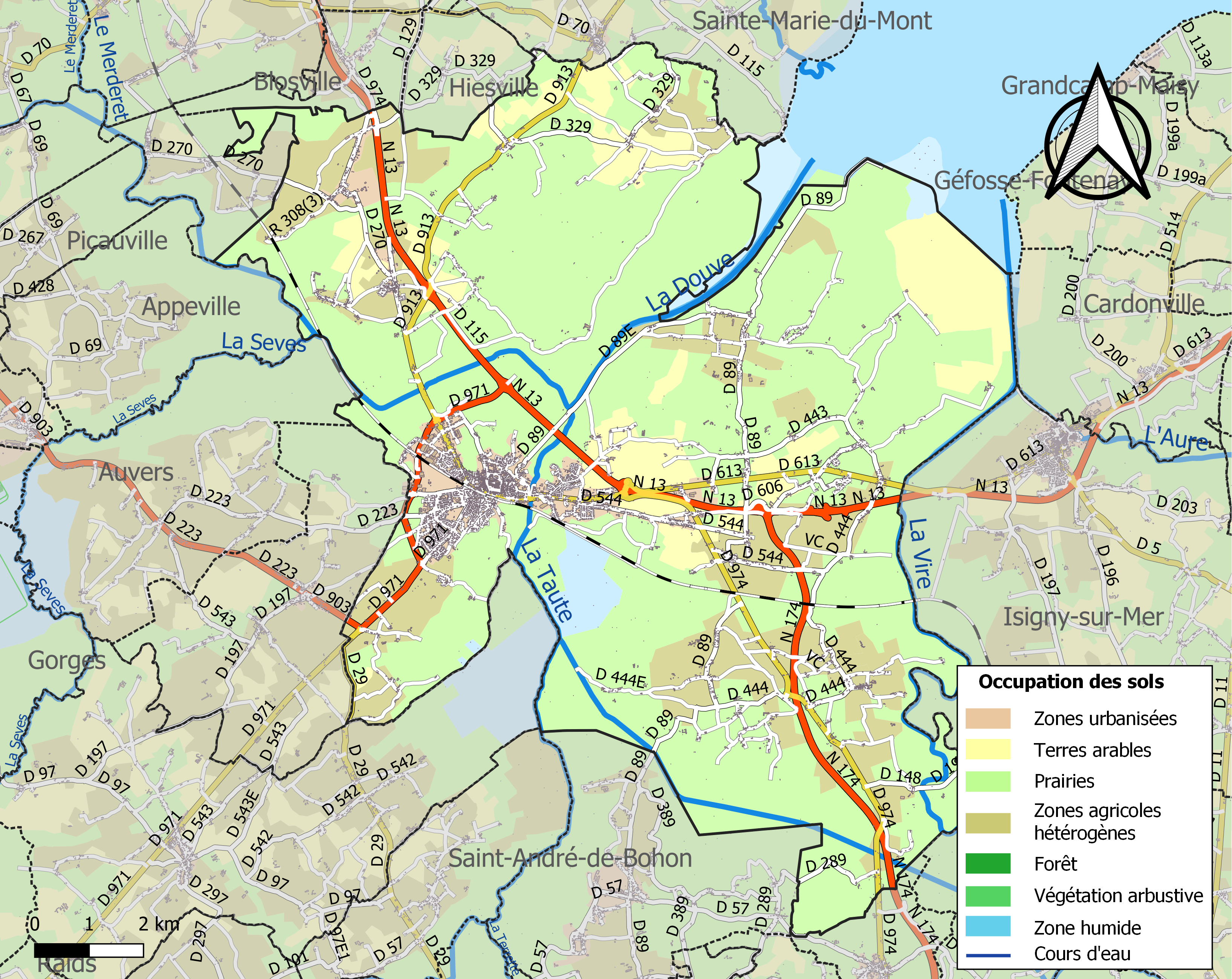

 Angoville-au-Plain · Brévands · Brucheville · Carentan · Catz · Houesville · Montmartin-en-Graignes · Saint-Côme-du-Mont · Saint-Hilaire-Petitville · Saint-Pellerin · Les Veys · Vierville